# آفیکیم
آفیکیم (به لاتین: Afikim) یک منطقهٔ مسکونی در اسرائیل است که در شورای منطقه ایمک هایاردن واقع شده‌است.